# Roberto Drago
Roberto Drago Burga (Lima, 28 de julio de 1923-Lima, 24 de octubre de 2014) fue un jugador de fútbol peruano, que militó casi toda su carrera en el Deportivo Municipal, de la Primera División del Perú, siendo considerado uno de sus máximos ídolos. 
El Maestro fue uno de los máximos exponentes del Deportivo Municipal en su era dorada. Comenzó su carrera con el Centro Iqueño, era una especie de mediapunta, un fino conductor que embelesaba a su público con pases precisos y una gran lectura de juego, que sin lugar a dudas dejó su mayor huella como el brillante integrante de ese trío llamado los Tres Gatitos (junto con «Vides» Mosquera y «Caricho» Guzmán). Esa vistosa sociedad logró su primer campeonato en 1943 y, entre 1940 y 1945, obtuvo otros 4 subcampeonatos. Se cuenta que alguna vez Deportivo Municipal y Sport Boys hicieron un combinado que jugó treinta y dos partidos amistosos entre nacionales e internacionales. Allí la brillantez de Tito superó las fronteras y se le recuerda particularmente en la victoria ante Bayern de Múnich en uno de esos tantos eventos. Lo cierto es que se mantuvo en un gran nivel durante dos décadas. Se retiró en 1965, y, cuatro años después, el club le hizo una despedida en homenaje. Aquel día le hizo entrega de su camiseta a la naciente figura edil: Hugo Sotil.

## Biografía
Roberto Drago, más conocido como Tito Drago, nació en Lima el 28 de julio de 1923. En el colegio, jugó básquetbol por la U y fue subcampeón sudamericano de tiros libres (tenía que lanzar cincuenta tiros, veinticinco en cada tablero). Su hermano Pichirro fue un gran baloncestista que jugó por la U y la selección peruana. Sus tres hijos, Roberto, Miguel y Jaime, también jugaron al fútbol y en el Deportivo Municipal.

## Trayectoria
Comenzó su carrera profesional jugando por el club peruano Deportivo Arica de Breña (club en que también participó Nemesio Mosquera), luego militó en el Centro Iqueño en 1939 y en Deportivo Municipal desde 1940. 
Jugó en el cuadro edil junto con su hermano Carlos. En 1943 jugó junto con Sacco, los hermanos Enrique y Agapito Perales, Cabrejos, Teobaldo Guzmán, Andrade, Celli, Cazallo, Morales, entre otros.
Obtuvo los campeonatos de 1940, 1943 y 1950, y en 1951 salió subcampeón del primer torneo de fútbol profesional detrás de Sport Boys. En gira que hizo un combinado de Boys-Municipal jugaron treinta y dos partidos, ganando veintisiete de ellos, en uno de los cuales superaron al Bayern de Múnich en Alemania.
Pero Tito hizo en Municipal casi toda su campaña deportiva, aunque defendió por breve tiempo las chompas del Racing de Argentina y Deportivo Independiente Medellín de Colombia. 
Tito Drago jugó por la selección peruana por primera vez en 1949 y posteriormente en el período 1953-1956. En la inauguración del estadio Nacional, acompañó al general Manuel Odría a dar el play de honor en el partido entre las selecciones de Lima y Callao.
Se retiró del fútbol profesional en 1965. En 1969 el club le hizo una despedida simbólica con un partido amistoso frente al FK Radnički Niš, de Yugoslavia, donde jugó unos minutos e hizo entrega de su camiseta a otro referente edil: Hugo Sotil.
Al año siguiente de su retiro, fue entrenador del Sport Boys logrando el segundo lugar del Campeonato Descentralizado 1966 y la clasificación de este equipo para su primera Copa Libertadores.
Desde 1981 tuvo una academia de fútbol con su nombre, la cual forma nuevos valores para el balompié peruano.

## Los Tres Gatitos
El trío que conformaba Drago junto con «Vides» Mosquera y «Caricho» Guzmán se ganó el apelativo de los Tres Gatitos, ideado por el periodista Óscar Artacho por su toque fino y habilidoso, además de que los tres eran de contextura fina y dos de aquellos apenas si pasaban el 1.60 m de estatura.

## Selección nacional
Fue internacional con la selección de fútbol del Perú en 30 partidos desde 1949 hasta 1961.

### Participaciones en Copa América
| Torneo                       | Sede    | Resultado     |
| ---------------------------- | ------- | ------------- |
| Campeonato Sudamericano 1949 | Brasil  | Tercer puesto |
| Campeonato Sudamericano 1953 | Perú    | Quinto puesto |
| Campeonato Sudamericano 1955 | Chile   | Tercer puesto |
| Campeonato Sudamericano 1956 | Uruguay | Sexto puesto  |
| Campeonato Sudamericano 1957 | Perú    | Cuarto puesto |

| Goles internacionales | Goles internacionales | Goles internacionales | Goles internacionales | Goles internacionales | Goles internacionales | Goles internacionales | Goles internacionales | Goles internacionales | Goles internacionales | Goles internacionales | Goles internacionales | Goles internacionales | Goles internacionales | Goles internacionales | Goles internacionales | Goles internacionales | Goles internacionales | Goles internacionales | Goles internacionales | Goles internacionales | Goles internacionales | Goles internacionales | Goles internacionales | Goles internacionales | Goles internacionales | Goles internacionales | Goles internacionales | Goles internacionales | Goles internacionales | Goles internacionales | Goles internacionales | Goles internacionales | Goles internacionales | Goles internacionales | Goles internacionales | Goles internacionales | Goles internacionales | Goles internacionales | Goles internacionales | Goles internacionales | Goles internacionales | Goles internacionales |
| --------------------- | --------------------- | --------------------- | --------------------- | --------------------- | --------------------- | --------------------- | --------------------- | --------------------- | --------------------- | --------------------- | --------------------- | --------------------- | --------------------- | --------------------- | --------------------- | --------------------- | --------------------- | --------------------- | --------------------- | --------------------- | --------------------- | --------------------- | --------------------- | --------------------- | --------------------- | --------------------- | --------------------- | --------------------- | --------------------- | --------------------- | --------------------- | --------------------- | --------------------- | --------------------- | --------------------- | --------------------- | --------------------- | --------------------- | --------------------- | --------------------- | --------------------- | --------------------- |

| Fecha      | Evento                       | Local     | Resultado | Visitante | Goles |
| ---------- | ---------------------------- | --------- | --------- | --------- | ----- |
| 13-04-1949 | Campeonato Sudamericano 1949 | Paraguay  | 3-2       | Perú      |       |
| 27-04-1949 | Campeonato Sudamericano 1949 | Perú      | 3-1       | Bolivia   |       |
| 23-02-1952 | Campeonato Panamericano 1952 | Perú      | 7-1       | Panamá    |       |
| 20-04-1952 | Campeonato Panamericano 1952 | Perú      | 3-0       | México    |       |
| 22-01-1956 | Campeonato Sudamericano 1956 | Argentina | 2-1       | Perú      |       |
| 01-02-1956 | Campeonato Sudamericano 1956 | Brasil    | 2-1       | Perú      |       |
| 04-03-1956 | Campeonato Panamericano 1956 | México    | 0-2       | Perú      |       |
| 27-03-1957 | Campeonato Sudamericano 1957 | Perú      | 4-1       | Colombia  |       |

## Clubes

### Como jugador
| Club                   | País      | Año         |
| ---------------------- | --------- | ----------- |
| Deportivo Arica        | Perú      | 1935 - 1938 |
| Centro Iqueño          | Perú      | 1939        |
| Deportivo Municipal    | Perú      | 1940 - 1945 |
| Racing Club            | Argentina | 1946        |
| Deportivo Municipal    | Perú      | 1947 - 1951 |
| Independiente Medellín | Colombia  | 1952        |
| Deportivo Municipal    | Perú      | 1953 - 1961 |
| Ciclista Lima          | Perú      | 1962 - 1963 |
| Deportivo Municipal    | Perú      | 1964 - 1965 |

### Como entrenador
| Club                | País | Año         |
| ------------------- | ---- | ----------- |
| Sport Boys          | Perú | 1966 - 1967 |
| Deportivo Municipal | Perú | 1969 - 1972 |
| Atlético Torino     | Perú | 1978        |
| Atlético Chalaco    | Perú | 1978 - 1979 |
| Alfonso Ugarte      | Perú | 1980        |
| Lawn Tennis         | Perú | 1983        |

## Palmarés

### Campeonatos nacionales
| Título                 | Club                | País | Año  |
| ---------------------- | ------------------- | ---- | ---- |
| Liga Peruana de Fútbol | Deportivo Municipal | Perú | 1940 |
| Liga Peruana de Fútbol | Deportivo Municipal | Perú | 1943 |
| Liga Peruana de Fútbol | Deportivo Municipal | Perú | 1950 |

### Copas internacionales
| Título              | Equipo             | País | Año  |
| ------------------- | ------------------ | ---- | ---- |
| Juegos Bolivarianos | Selección nacional | Perú | 1948 |